# Краснофлотське (Петропавловський район)
Краснофлотське (рос. Краснофлотское) — село у Росії, Петропавловському районі Воронізької області. Адміністративний центр Краснофлотського сільського поселення.
Населення становить 1069 осіб (504 чоловічої статі й 565 — жіночої) за переписом 2010 року (1383 особи на 1.01.2005).

## Історія
За даними 1859 року на колишньому казенному хуторі Богомолов Богучарського повіту Воронізької губернії мешкало 350 осіб (160 чоловічої статі та 190 — жіночої), налічувалось 80 дворових господарств, існували православний молитовний будинок і старобрядницька молитовня.
Станом на 1886 рік на колишньому державному хуторі Березняговської волості мешкало 2674 особи, налічувалось 329 дворових господарств, існували православна церква, школа й 4 лавки.
За переписом 1897 року кількість мешканців зросла до 3408 осіб (1663 чоловічої статі та 1745 — жіночої), з яких 2946 — православної віри, 460 — старообрядницької.
За даними 1900 року у селі Богомолов мешкало 3422 особи (1673 чоловічої статі та 1749 — жіночої) переважно російського населення, налічувалось 465 дворових господарств, існували православна церква, 6 громадських будівель, церковно-приходська школа, 2 мануфактурних і винна лавки.

## Населення
| 2010 | 2012  | 2013  |
| ---- | ----- | ----- |
| 1069 | ↗1200 | ↘1176 |